# Ave Maria (Kollegah-&-Farid-Bang-Lied)
Ave Maria (lateinisch für Gegrüßet seist du, Maria) ist die dritte Singleauskopplung des Kollaboalbums Jung, brutal, gutaussehend 3 der deutschen Rapper Kollegah und Farid Bang. Das Lied wurde am 30. November 2017 über die Düsseldorfer Plattenlabels Alpha Music Empire und Banger Musik veröffentlicht.

## Hintergrund
Nachdem bereits Sturmmaske auf sowie Gamechanger als Singleauskopplungen zu Jung, brutal, gutaussehend 3 veröffentlicht wurden, kündigte Farid Bang Ende November 2017 Ave Maria als dritte Single auf Facebook an. Das Lied erschien in der Nacht vom 30. November auf den 1. Dezember 2017 auf dem YouTube-Kanal von Banger Musik. Produziert wurde das Lied von Kai Engelmann (Hookbeats), Philip Herwig (Phil Fanatic) und Marcel Uhde (Juh-Dee). Zusammen mit den beiden Interpreten zeichneten alle Produzenten auch für den Schreibprozess verantwortlich. Beim zugehörigen Musikvideo, das in Kolumbien gedreht wurde, führte Shaho Casado Regie. Das Video hat auf YouTube derzeit über 14,2 Millionen Aufrufe (Stand: Februar 2025).

## Inhalt
Bereits im Outro der Vorgängersingle Gamechanger wurde ein Diss gegen Bushido angekündigt. In Ave Maria werden Bushido, Shindy und weitere Ersguterjunge-Künstler namentlich gedisst. Zudem werden Mok und Sido jeweils einmal negativ erwähnt. Einer Freundin der Angesprochenen wird angedroht, ihr beim Geschlechtsverkehr das Steißbein zu brechen. Der Journalist Jens Balzer attestiert Kollegah in diesem Zusammenhang sexistische Gewaltverherrlichung und, auch mit Blick auf sein zum Teil minderjähriges Publikum, Verantwortungslosigkeit: „Er ist lediglich ein zynischer Mensch, der auf seinen Zynismus sehr stolz ist.“
Der Titel des Liedes Ave Maria bezieht sich auf eines der Grundgebete der katholischen Kirche. Außerdem steht es für die Bitte um den Beistand in der Todesstunde eines Menschen. Kollegah und Farid Bang möchten mit Ave Maria metaphorisch die Todesstunde Bushidos einleiten. Im Intro und Outro wird die Ava-Maria-Interpretation des russischen Komponisten Wladimir Fjodorowitsch Wawilow (1925–1973) gesamplet.

## Chartplatzierungen
Ave Maria stieg in der 49. Kalenderwoche des Jahres 2017 auf Position 28 in die deutschen Singlecharts ein, und konnte sich insgesamt 7 Wochen in den Top 100 halten. In Österreich schaffte es die Single auf Platz 9 und in der Schweizer Hitparade auf Platz 15.
| ChartsChartplatzierungen | Höchstplatzierung | Wochen |
| ------------------------ | ----------------- | ------ |
| Deutschland (GfK)        | 5 (7 Wo.)         | 7      |
| Österreich (Ö3)          | 9 (2 Wo.)         | 2      |
| Schweiz (IFPI)           | 15 (3 Wo.)        | 3      |

## Verkaufszahlen und Auszeichnungen
Ave Maria erhielt im Jahr 2022 in Deutschland für mehr als 200.000 verkaufte Einheiten eine Goldene Schallplatte.

| Land/Region        | Auszeichnungen für Musikverkäufe (Land/Region, Auszeichnung, Verkäufe) | Verkäufe |
| ------------------ | ---------------------------------------------------------------------- | -------- |
| Deutschland (BVMI) | Gold                                                                   | 200.000  |
| Insgesamt          | 1× Gold ·                                                              | 200.000  |